# Пол Тануї
Пол Тануї (англ. Paul Tanui; нар. 22 грудня 1990, Накуру) — кенійський легкоатлет, бігун на довгі дистанції, олімпійський медаліст, призер чемпіонатів світу.
Срібну олімпійську медаль Тануї виборов на дистанції 10 тис. метрів на Олімпіаді 2016 року в Ріо-де-Жанейро.